# Gabe Dunn
Pour les articles homonymes, voir Gaby, Gabrielle et Dunn.
Gabe Dunn, né le 1er juin 1988 en Floride[réf. nécessaire], est un acteur, scénariste, producteur, réalisateur et monteur américain.

## Biographie
Gaby Dunn se décrit comme étant bisexuel.

## Filmographie

### Comme actrice
- 2009 : The Steve Katsos Show (série télévisée)
- 2013 : F**K the Parents (court métrage) : Julie
- 2012-2013 : PITtv (mini-série) : Gretchen / Gaby (3 épisodes)
- 2014 : 9 Best Friend Vows (court métrage vidéo)
- 2015 : 8 Signs You're a Total Fangirl (court métrage vidéo) : Gaby Dunn
- 2015 : Humblebrags That Aren't Even Humble Part 2 (court métrage vidéo) : Gaby Dunn
- 2015 : Friend Fights: Twenties Vs. Thirties (court métrage vidéo) : Gaby Dunn
- 2015 : Nerd Court (mini-série) : Pro Tennant
- 2015 : Why It Would Suck to Date an Avenger (court métrage) : Wasp
- 2015 : Preconceived Notions (série télévisée) : Gaby (4 épisodes)
- 2015 : Boomerang Kids (court métrage) : Maya
- 2016 : Nuclear Family (série télévisée) : Stacey / Riley / Angel Face / Kaitlyn (5 épisodes)
- 2016 : Disconnected (série télévisée) (série télévisée) : Charlotte
- 2016 : Melania Trump's Cousins: How to Be a Model and Marry a Billionaire (série télévisée) : l'interne de la Maison Blanche (5 épisodes)
- 2017 : Out to Dry (court métrage) : Annie
- 2017 : Arg Stairs : la narratrice
- 2017 : MK Ultra (série télévisée) (série télévisée) : Gaby
- 2017 : Love Me Do (téléfilm) (téléfilm) : Amber
- 2017 : Thrashtopia (série télévisée) : Gaby Dunn
- 2017 : Search Bar (série télévisée)
- 2018 : Admazons (court métrage) : Gaby
- 2018 : Take My Wife (en) (série télévisée) : Brie (5 épisodes)[2]
- 2018 : Dick Sisters (court métrage) : Tessa
- 2019 : Tales from the Closet (série télévisée)

### Comme scénariste
- 2012 : PITtv (mini-série) (1 épisode)
- 2013 : Gaby and CJ Talk S*It (série télévisée)
- 2014 : 9 Best Friend Vows (court métrage vidéo)
- 2015 : 8 Signs You're a Total Fangirl (court métrage vidéo)
- 2015 : More Than Friends (court métrage)
- 2015 : Friend Fights: Twenties Vs. Thirties (court métrage vidéo)
- 2016 : Vlogbrothers (série télévisée documentaire) (1 épisode)
- 2017 : Love Me Do (téléfilm)
- 2018 : Dick Sisters (court métrage) (co-writer)

### Comme productrice
- 2018 : Dick Sisters (court métrage)
- 2019 : Big Mouth (série télévisée) (1 épisode)

### Comme réalisatrice
- 2016 : Vlogbrothers (série télévisée documentaire) (1 épisode)

### Comme monteuse
- 2016 : Vlogbrothers (série télévisée documentaire) (1 épisode)